# Xã Sullivan, Michigan
Xã Sullivan (tiếng Anh: Sullivan Township) là một xã thuộc quận Muskegon, tiểu bang Michigan, Hoa Kỳ. Năm 2010, dân số của xã này là 2.441 người.